# UVD
全寫為Unified Video Decoder，中文譯成統一視訊解碼器（原稱Universal Video Decoder，即通用視訊解碼器），是AMD GPU片上視訊解碼器特殊應用積體電路的名稱，其后继者为VCN(Video Core Next)。
UVD隨同Radeon HD2000系列顯示卡一同推出，並在之後整合到AMD的一些GPU和APU中，在AMD代號「Raven Ridge」的Ryzen APU中被VCN取代而走入歷史。
UVD基於ATI Xilleon處理器而開發，與GPU整合於同一個晶片上，在硬體層面上處理視訊的解碼工作。

## UVD版本概述

#### UVD/UVD+
UVD隨同Radeon HD2000系列顯示卡一同推出。
UVD的早期版本滿足藍光光碟和HD DVD的要求，以高達40 Mbit/s 的位元率解碼 H.264 位元流。它具有對 H.264/AVC 的前文參考之適應性二元算術編碼(CABAC) 支援。
與上一代 GPU 中需要大量主機 CPU 參與的視訊加速不同，UVD 接替了 VC-1 和 H.264 中視訊後處理除外的整個視訊解碼器過程，前者被卸載到著色器。也支援 MPEG-2 解碼，但UVD硬體不對 MPEG-2 視訊執行位元流/熵解碼。而是在著色器處理器中執行。
Radeon HD 3000系列引入了 UVD 的變體，稱為 UVD+ 。 UVD+ 支援HDCP，可實現更高解析度的視訊串流。

#### UVD2
UVD2隨著Radeon HD 4000系列顯示卡一同推出
其具有 H.264/MPEG-4 AVC、VC-1 的全位元流解碼功能，以及 MPEG-2 視訊串流的 iDCT 等級加速功能。這些效能改進允許雙視訊串流解碼和畫中畫模式。這使得 UVD2 完全符合BD-Live標準。
UVD 2.2採用重新設計的本機記憶體接口，增強了與MPEG-2/H.264/VC-1視訊的兼容性。 UVD 2.2 的本質是 UVD 2 的增量更新。

##### UVD3
UVD3隨著Radeon HD 6000系列顯示卡一同推出。
其實現MPEG-2的完全硬體解碼。增加對DivX/Xvid的硬體解碼支援。增加對藍光3D的解碼支援。

#### UVD6
UVD 6.0隨著AMD Radeon Rx 300系列顯示卡一同推出。
其首先用於基於GCN 3的GPU，如Radeon R9 Fury系列，其次是AMD Radeon Rx 300系列和AMD Radeon Rx 400 系列。基於「Fiji」和「Carrizo」的GPU中的UVD也宣布提供對高效視訊編碼（HEVC、H.265）硬體視訊解碼的支持，最高可達4K、8位元顏色（ H .265 version 1, main profile）；並且在具有 UVD 6.3 的 AMD Radeon 400 系列中支援10 位元色 HDR H.265 和VP9(混合加速)視訊解碼。

#### UVD7
UVD 7隨著AMD Radeon Vega系列顯示卡一同推出。
UVD 7.0 解碼器包含在基於 Vega 的 GPU 中。但仍然不支持完整的VP9硬體解碼。
UVD7.2出現在AMD 的 Vega20 GPU中.

## 目前支援UVD的GPU列表
| 核心代號     | 產品名稱                                             | UVD版本 |
| ------------ | ---------------------------------------------------- | ------- |
| Cayman       | Radeon HD 6900系列                                   | UVD 3   |
| Barts        | Radeon HD 6800系列                                   | UVD 3   |
| Turks        | Radeon HD 6500/6600系列                              | UVD 3   |
| Caicos       | Radeon HD 6400系列                                   | UVD 3   |
| Hemlock      | Radeon HD 5900系列                                   | UVD 2.2 |
| Cypress      | Radeon HD 5800系列                                   | UVD 2.2 |
| Juniper      | Radeon HD 5700系列                                   | UVD 2.2 |
| Redwood      | Radeon HD 5500/5600系列                              | UVD 2.2 |
| Cedar        | Radeon HD 5400系列                                   | UVD 2.2 |
| RV790        | Radeon HD 4890系列                                   | UVD 2   |
| RV770        | Radeon HD 4800系列                                   | UVD 2   |
| RV740        | Radeon HD 4700系列                                   | UVD 2.2 |
| RV730        | Radeon HD 4600系列                                   | UVD 2.2 |
| RV710        | Radeon HD 4300/4500系列                              | UVD 2.2 |
| RV670        | Radeon HD 3800系列                                   | UVD+    |
| RV635        | Radeon HD 3600系列                                   | UVD+    |
| RV620        | Radeon HD 3400系列                                   | UVD+    |
| RV630        | Radeon HD 2600系列                                   | UVD     |
| RV610        | Radeon HD 2400系列                                   | UVD     |
| RS880        | Radeon HD 4250 (AMD 880G) Radeon HD 4200 (AMD 785G)  | UVD 2   |
| RS780 RS780D | Radeon HD 3200 (AMD 780G) Radeon HD 3300 (AMD 790GX) | UVD+    |
| M98          | Mobility Radeon HD 4800系列                          | UVD 2   |
| M96          | Mobility Radeon HD 4600系列                          | UVD 2   |
| M92          | Mobility Radeon HD 4300/4500系列                     | UVD 2.2 |
| M88          | Mobility Radeon HD 3800系列                          | UVD+    |
| M86          | Mobility Radeon HD 3600系列                          | UVD+    |
| M82          | Mobility Radeon HD 3400系列                          | UVD+    |
| M76          | Mobility Radeon HD 2600系列                          | UVD     |
| M72          | Mobility Radeon HD 2400系列                          | UVD     |
| M71          | Mobility Radeon HD 2300系列                          | UVD     |
| RV550        | 未知                                                 |         |